# 1306 Scythia
1306 Scythia è un asteroide della fascia principale del diametro medio di circa 67,14 km. Scoperto nel 1930, presenta un'orbita caratterizzata da un semiasse maggiore pari a 3,1511578 UA e da un'eccentricità di 0,0957521, inclinata di 14,92469° rispetto all'eclittica.
Prende il nome dall'area euro-asiatica della Scizia.